# Malmø Universitet
Malmø Universitet (svensk: Malmö universitet, tidligere Malmö högskola) er et svensk universitet beliggende i Malmø. Universitetet blev grundlagt i 1998, og er med sine omkring 24000 studerende og 1600 ansatte den 9. største uddannelsesinstitution i Sverige. Malmø Universitet har udvekslingsaftaler med mere end 240 universiteter fordelt i hele verden, og mere end en tredjedel af universitetets elever har en international baggrund. Uddannelserne på Malmø Universitet fokuserer blandt andet på migration, bæredygtighed, urbane studier samt moderne medier og teknologi. Uddannelserne indeholder ofte praktikophold og projektarbejde i tæt samarbejde med eksterne partnere. Kerstin Tham er universitetets rektor.
Hovedparten af universitetet er beliggende på Universitetsholmen i det centrale Malmø. Malmø Universitet havde en stor rolle i Malmøs transformation fra at have været en industriby, til i dag at være en vigtig by for uddannelse og læring. En stor del af universitetet er bygget på grunde, der indtil midten af 80'erne tilhørte Kockums skibsværft, en virksomhed der tidligere spillede en stor rolle i Malmøs skibsindustri.

## Uddannelsernes kvalitet
På den svenske regerings initiativ nedsatte det svenske Högskoleverket i 2007 en komite bestående af internationale eksperter, der fik til opgave at finde de fem bedste uddannelsesområder blandt alle universiteter i Sverige. Malmø Universitets tandlægeskole blev udvalgt som et af disse fem uddannelsesområder. Tandlægeskolen på Malmø Universitet betragtes dermed som værende et sted der tilbyder videregående uddannelser på et "fremragende niveau".
- Hjälmarekajen
- Ubåtshallen
- Universitetsholmen
- Laboratorium
- Fakultetet for Sundhed
- Kranen
- Gäddan
- Bibliotek

## Fakulteter
Malmø Universitet består af fem fakulteter, der alle er tildelt flere fokusområder:
- Fakultetet for Teknologi og Samfund ligger i bygningerne Kranen og Ubåtshallen ved siden af boligkvarteret Dockan tæt på Malmøs havn. Fakultetet har cirka 3000 studerende og 100 ansatte, og indeholder afdelinger for datalogi, samt afdelingen for medieteknologi og produktdesign.[6] Fakultetet tilbyder blandt andet uddannelser i datalogi, produktudvikling, medie/design og ingeniøruddannelser. Fakultetets forskning er fokuseret på datalogi, anvendt matematik, materialevidenskab og medieteknologi.

- Fakultetet for Kultur og Samfund ligger hovedsageligt bygningen Gäddan tæt på Malmøs centralstation, dog findes der også mindre afdelinger af fakultetet i bygningerne Kranen og Ubåtshallen. Fakultetet for Kultur og Samfund har cirka 4900 studerende og 300 ansatte.[7] Fakultetet indeholder fire forskellige afdelinger som er: Afdelingen for Globale Politiske Studier, Afdelingen for Urbane Studier, Afdelingen for Kunst og Kommunikation samt Afdelingen for Sprog og Lingvistik. Tre af Malmø Universitets fokusområder indenfor forskning og undervisning findes på dette fakultet: Urban Studies, New Media og Migration.

- Fakultetet for Undervisning og Samfund ligger i bygningen Orkanen, lige ved siden af Malmøs Centralstation. Fakultetet udgør en af de største læreruddannelser i Sverige og har cirka 5000 studerende.[8] Fakultetet består af afdelingerne for "Barn, Ungdom og Samfund", "Kultur, Sprog og Medier", "Individ og Samfund", "Skoleudvikling og Lederskab", "Videnskab, Miljø og Samfund" samt Sportsvidenskab. Læreruddannelserne findes både på folkeskole og gymnasialt niveau. Forskningen på fakultetet fokuserer hovedsageligt på teoretiske og praktiske niveauer af undervisning og uddannelser.

- Tandlægeskolen ligger tæt på togstationen Triangeln. Tandlægeskolen uddanner tandplejere, tandteknikere og tandlæger. Forskningen på Tandlægeskolen spænder fra molekylærbiologiske undersøgelser, til undersøgelser af kulturelle forskelligheder i tandsundheden blandt forskellige befolkningsgrupper. Den tilknyttede tandklinik er en af regionens mest besøgte, med sine cirka 10000 besøgende hvert år.[9]

- Fakultetet for Sundhed og Samfund ligger hovedsageligt på Malmø Universitetshospitals område. Fakultetet har cirka 4600 studerende og 260 ansatte.[10] Fakultetet består af fem afdelinger: Biomedicinsk Videnskab, Pleje, Kriminologi, Helbred og Trivsel samt Afdelingen for Social Arbejde. Målet med forskningen på fakultet er at bidrage til udbredelse af viden om psykisk og fysisk sundhed, for at forbedre og promovere folks generelle helbred. Fakultetet uddanner blandt andet sygeplejersker, socialarbejdere og biomedicinere.

## Danskere på Malmø Universitet
Siden åbningen af Øresundsbroen har Malmø Universitet tiltrukket danske studerende. På de svenskspogede uddannelser har danske studerende ret til at skrive papers, opgaver og eksaminer på dansk, hvis de vil.

## Primære forskningsområder
- Biofilms and Bio-Interfaces
- Criminology
- Datalogi
- Educational Science
- Health and Social Conditions
- Information Technology
- Materials Science
- Migration and International Relations
- New Media
- Odontology
- Sports Science
- Sustainable Urban Development

## Forskningsinstitutter
- Centre for Work Life Studies
- Centre for Profession Studies (CPS)
- Biofilms Research Centre for Biointerfaces
- Malmö Institute for Studies of Migration, Diversity and Welfare
- MEDEA Collaborative Media Initiative
- The Internet of Things and People
- Sexology and Sexuality Studies